# Астрономічні радіоджерела
Астрономічні радіоджерела — об'єкти, що перебувають у космічному просторі і мають потужне випромінювання в радіодіапазоні. Такі об'єкти належать до найбільш екстремальних і високоенергетичних процесів у всесвіті. Радіоджерела досліджують шляхом реєстрації космічного радіовипромінювання за допомогою радіотелескопів. 
Дослідження таких радіоджерел є предметом радіоастрономії.

## Історія відкриття

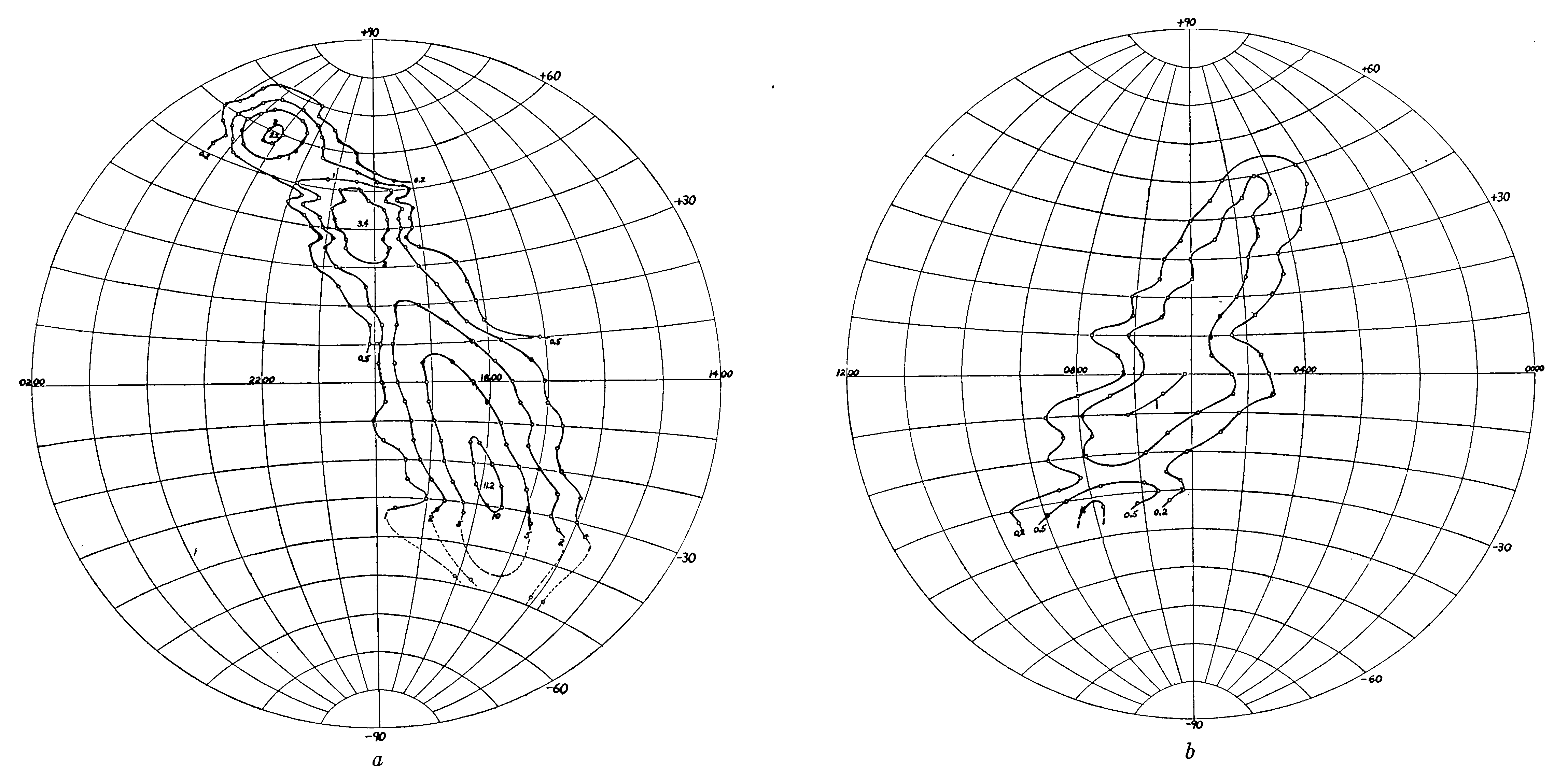
Радіокарта небосхилу, отримана Ґроутом Ребером в 1944 році. Чітко видно центральні ділянки Чумацького Шляху і яскраві радіоджерела Стрілець А, Лебідь А, Кассіопея A, Великого Пса і Корми.

Перший радіосигнал позаземного походження був випадково виявлений американським радіоінженером Карлом Янським у 1932 році. Згодом Янський з'ясував, що джерелом випромінювання була центральна ділянка нашої галактики. Перший огляд «радіонеба» був зроблений Ґроутом Ребером в 1941 році. І вже в 1944 році Ребер опублікував перші радіокарти небосхилу. Після цього вчені по всьому світу почали інтенсивно досліджувати небесні об'єкти в радіодіапазоні.

## Космічні радіоджерела
- Сонце (найяскравіше радіоджерело на небі)[8][9][10];
- Місяць[11][12][13], планети[13] та інші тіла[13] сонячної системи — для вивчення цих об'єктів також використовується радіолокація[13];
- Міжпланетне середовище;
- Міжзоряне середовище (міжзоряний газ і міжзоряний пил)[14];
- Зорі (зокрема магнітні білі карлики, магнітари, пульсари, нові й наднові зорі)[15];
- Планетарні туманності[15];
- Центр нашої Галактики, що знаходиться в сузір'ї Стрільця;
- Інші галактики (квазари; галактики з активними ядрами, зокрема й радіогалактики), а також групи галактик, що перебувають у процесі злиття;
- реліктове випромінювання.